# Angus Campbell (Sozialpsychologe)

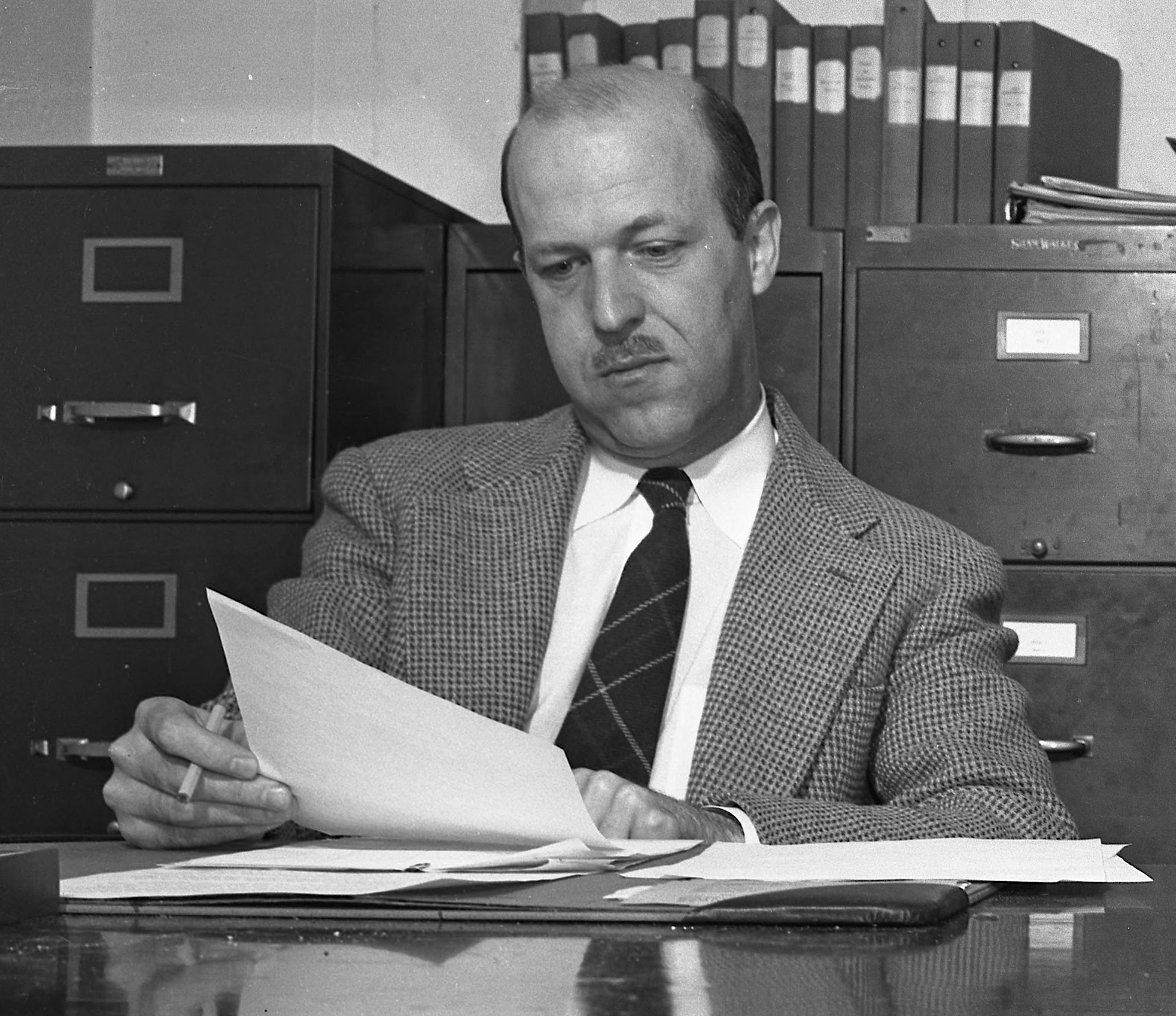
Angus Campbell (1948)

Albert Angus Campbell (* 10. August 1910 in Leiters Ford, Indiana; † 15. Dezember 1980 in Ann Arbor, Michigan) war ein amerikanischer Sozialpsychologe, der von 1946 bis zu seinem Tod am Survey Research Center der University of Michigan wirkte und mit seinen Arbeiten grundlegende Beiträge zur Wahlforschung leistete.
Zusammen mit anderen Autoren entwarf er zur Erklärung des Stimmverhaltens von Wählern bei politischen Wahlen ein sozialpsychologisches Modell, das als eine der drei theoretischen Hauptströmungen der Wahlforschung gilt. Diesem auch als Ann-Arbor-Modell bezeichneten Ansatz zufolge werden, mit je nach Wahlsituation wechselnder Gewichtung, die Beurteilung der Kandidaten, die Bewertung der aktuell relevanten politischen Themen sowie die Parteiidentifikation als die wesentlichen Faktoren bei der individuellen Wahlentscheidung angesehen. Sein 1960 unter dem Titel The American Voter erschienenes Hauptwerk gilt dementsprechend als politikwissenschaftlicher Meilenstein mit weitreichendem Einfluss auf andere Autoren.
Darüber hinaus beschäftigte sich Angus Campbell auch mit der Untersuchung der Beziehungen zwischen den verschiedenen ethnischen Bevölkerungsgruppen in den USA sowie der Erforschung der Wahrnehmung von Lebensqualität und Zufriedenheit. Er gilt als Pionier der angewandten Meinungsforschung und war im Bereich der politischen Psychologie einer der einflussreichsten Wissenschaftler in der zweiten Hälfte des 20. Jahrhunderts. Für seine wissenschaftlichen Leistungen wurde er unter anderem mit dem Distinguished Scientific Achievement Award der American Psychological Association ausgezeichnet und 1980 in die National Academy of Sciences aufgenommen.

## Leben

### Ausbildung und frühe Arbeiten
Angus Campbell wurde 1910 als fünftes von sechs Kindern der Eheleute Albert Alexis Campbell und Orpha Brumbaugh in Leiters Ford im US-Bundesstaat Indiana geboren und wuchs ab dem zweiten Lebensjahr in Portland auf. Sein Vater, Sohn eines Farmers aus einem streng presbyterianischen Umfeld, hatte an der University of Michigan Latein und Griechisch studiert und war als Lehrer sowie später in leitenden Positionen in der Schulverwaltung in Miami County, Indiana und in Portland tätig gewesen. Angus Campbell absolvierte ein Studium der Psychologie an der University of Oregon und erlangte 1931 seinen B.A.- sowie ein Jahr später seinen M.A.-Abschluss. Anschließend wechselte er an die Stanford University, an der er unter anderem Lehrveranstaltungen von Kurt Lewin besuchte. Lewin, mit dem er bis zu dessen Tod freundschaftlich verbunden war, übte großen Einfluss auf die fachlichen Ansichten von Angus Campbell aus. 1936 promovierte er unter Ernest Hilgard, der aufgrund seiner Forschungs- und Lehrmethodik zum Vorbild für Angus Campbell wurde, mit einer Arbeit über die Konditionierung des Wimpernschlages.
Im gleichen Jahr nahm er eine Stelle als Dozent für Psychologie an der Northwestern University an, an der er 1940 zum Assistant Professor ernannt wurde. Nachdem er ursprünglich geplant hatte, seine auf seiner Doktorarbeit basierende Orientierung zur experimentellen Psychologie weiter auszubauen, wurde aufgrund der Lehrverpflichtungen an der Northwestern University die Sozialpsychologie zum Schwerpunkt seines Wirkens. Er kam dabei in Kontakt mit dem Anthropologen Melville J. Herskovits, auf dessen Anraten er mit einem Stipendium des Social Science Research Council 1939 nach Großbritannien an die Cambridge University ging, um sich als Postdoktorand in Sozialanthropologie weiterzubilden. Bereits nach einem halben Jahr kehrte er jedoch, bedingt durch den Beginn des Zweiten Weltkrieges, vorzeitig in die USA zurück. In der Folgezeit widmete er sich auf den Amerikanischen Jungferninseln einer Feldstudie über die Kultur und den Charakter der Einwohner von Saint Thomas. Während seines Aufenthalts auf Saint Thomas heiratete er im Juni 1940 seine Frau, die er als Psychologiestudentin an der Northwestern University kennengelernt hatte. Aus der Ehe gingen zwei Töchter und ein Sohn hervor.

### Tätigkeit an der University of Michigan
1942 wechselte Angus Campbell an die von Rensis Likert aufgebaute Division of Program Surveys, eine Abteilung des Landwirtschaftsministeriums der Vereinigten Staaten, deren Aufgabe die Untersuchung der durch den Krieg bedingten sozialen und wirtschaftlichen Probleme in den Vereinigten Staaten war. Er fungierte hier von 1942 bis 1944 als Studienleiter, von 1944 bis 1945 als Forschungsdirektor und von 1945 bis 1946 als stellvertretender Leiter der Abteilung. Während dieser Zeit beschäftigte er sich mit der Methodik von Umfragen, insbesondere mit deren Planung, den zugrunde liegenden Interviewtechniken und dem Entwurf von Fragebögen. Nach dem Ende des Zweiten Weltkrieges wechselte die Abteilung 1946 unter der Bezeichnung Survey Research Center an die University of Michigan. Nachdem Kurt Lewin 1948 gestorben war, wurde seine Forschungsgruppe vom Massachusetts Institute of Technology ebenfalls an die University of Michigan verlegt und dort als Research Center for Group Dynamics etabliert. Beide Forschungszentren wurden dann zum Institute for Social Research zusammengefasst, als dessen Direktor Rensis Likert fungierte, während Angus Campbell stellvertretender Direktor wurde und die Leitung des Survey Research Center übernahm.
Nach Likerts Pensionierung im Jahr 1970 wurde er dessen Nachfolger als Direktor des Instituts. Sechs Jahre später gab er diese Position auf, um sich als Programmdirektor des Survey Research Center wieder verstärkt Forschungsaktivitäten widmen zu können. Die Lehrverpflichtungen von Angus Campbell an der University of Michigan umfassten neben Vorlesungen an den Abteilungen für Psychologie und Soziologie ab 1964 auch Seminare in Rechtssoziologie an der juristischen Fakultät. Neben seinem akademischen Wirken fungierte er unter anderem zwischen 1959 und 1961 mehrfach als Berater der Ford Foundation. Darüber hinaus wirkte er in Komitees der National Academy of Sciences, des zum Arbeitsministerium der Vereinigten Staaten gehörenden Bureau of Labor Statistics und für verschiedene andere Regierungsbehörden sowie für Fachverbände wie die American Psychological Association und Wissenschaftsorganisationen wie das National Research Council. Seine Frau war an der University of Michigan als Direktorin des Zentrums für Weiterbildung tätig. Er starb 1980 im Alter von 70 Jahren in Ann Arbor infolge eines Herzinfarkts. Sein Nachlass wird in der Bentley Historical Library der University of Michigan verwahrt.

## Wirken

### Das Ann-Arbor-Modell des Wählerverhaltens

Modell des Kausalitätstrichters nach Campbell zur Veranschaulichung der Faktoren, die gemäß dem Ann-Arbor-Modell des Wählerverhaltens zur Wahlentscheidung führen

Schwerpunkt der Forschungsaktivitäten von Angus Campbell war die Untersuchung des Wählerverhaltens bei politischen Wahlen, zu der er 1952 unter dem Titel The People Elect a President seine erste Monografie veröffentlichte. Als sein bekanntestes und einflussreichstes Werk gilt das acht Jahre später erstmals erschienene Buch The American Voter, das auf Untersuchungen von landesweiten Daten aus den Wahlen von 1952 und 1956 sowie kleineren Stichproben zu den Wahlen von 1948, 1954 und 1958 beruhte. Ziel der gemeinsam mit seinen Kollegen Philip E. Converse, Warren E. Miller und Donald E. Stokes veröffentlichten Studie war es, anstelle einer Betrachtung der gesamten Wählerschaft die Gründe für das individuelle Wählerverhalten zu analysieren.
Angus Campbell entwickelte in diesem Werk ein bereits 1954 in The Voter Decides entworfenes Modell weiter, nach welchem die Wahlentscheidung vor allem auf drei Einflussgrößen beruht: der Beurteilung der Kandidaten, der Bewertung der aktuell relevanten politischen Themen sowie der sogenannten Parteiidentifikation. In The American Voter veränderte er diesen als Ann-Arbor-Modell bezeichneten Erklärungsansatz dahingehend, dass zum einen die Parteiidentifikation als langfristig stabile und zentrale Größe gilt. Zum anderen wurden diese drei Faktoren nicht mehr als gegeben betrachtet, sondern auf die historischen Erfahrungen und das soziale Umfeld des Wählers zurückgeführt. Darüber hinaus berücksichtigte er nun weitere Einflussgrößen wie die Wirtschaftslage und reagierte damit auf die Kritik, dass sein Ansatz den gesellschaftlichen Kontext bei der Wahlentscheidung fast vollständig ausblenden würde.
Zur bildlichen Veranschaulichung seiner Theorie nutzte Angus Campbell in seinem Werk den Begriff des sogenannten „Kausalitätstrichters“ (Funnel of causality), der das Zusammenwirken aller relevanten Aspekte beschreibt, die letztendlich zur Wahlentscheidung führen. Der Vergleich mit einem Trichter verdeutlicht dabei den Anstieg der Komplexität bei der Betrachtung der möglichen Einflüsse, je weiter sich die Untersuchung von den drei postulierten sozialpsychologischen Hauptvariablen zu Faktoren in der individuellen Vergangenheit des Wählers verlagert. Aus den Untersuchungen, die dem Werk The American Voter zugrunde liegen, schlussfolgerten Angus Campbell und seine Kollegen unter anderem, dass für zwei Drittel bis drei Viertel aller Wähler ihre Wahlentscheidung bereits vor Beginn des Wahlkampfes feststeht. Demgegenüber legen sich rund zehn bis 20 Prozent während des Wahlkampfes fest, und nur etwa einer von zehn Wählern entscheidet sich in den letzten zwei Wochen vor der Wahl.

### Klassifikation von politischen Wahlen
Aufbauend auf dem Ann-Arbor-Modell schlug Angus Campbell in The American Voter außerdem eine Einteilung für amerikanische Präsidentschaftswahlen vor. Diesem Ansatz zufolge seien die meisten dieser Wahlen, so beispielsweise die republikanischen Siege in den 1920er Jahren sowie die Wahl von 1948, sogenannte maintaining elections (machterhaltende Wahlen). Deren Ausgang wäre vorrangig von langfristigen Parteibindungen geprägt, wodurch die vorhandenen Machtverhältnisse erhalten bleiben würden. Demgegenüber stellte er zum einen Wahlen, die er als deviating elections (abweichende Wahlen) bezeichnete. Das Ergebnis einer solchen Wahl sei, wie beispielsweise bei den Wahlen von 1916 und 1952, in besonderem Maße durch die Persönlichkeiten der Kandidaten oder andere außergewöhnliche Umstände beeinflusst und weiche dadurch vorübergehend von längerfristig bestehenden parteipolitischen Wählerpräferenzen ab. Als dritten Typ definierte er andererseits sogenannte realigning elections (Neuausrichtungswahlen) wie die Wahlen von 1896 und 1932. In deren Ergebnis käme es seiner Theorie zufolge zu einer längerfristigen Veränderung der Wählerorientierung und der politischen Verhältnisse.
1966 veröffentlichte Angus Campbell zusammen mit anderen Autoren mit Elections and the Political Order ein weiteres Werk zur Wahlforschung, in dem neben Analysen des individuellen Wahlverhaltens in den USA auch vergleichende Studien auf der Basis von Daten aus Frankreich und Norwegen enthalten waren. Dieses Werk, bei dem es sich um eine Sammlung von zuvor bereits anderweitig veröffentlichten Beiträgen handelte, stellte eine durchgängige Aufbereitung und Weiterentwicklung des zuvor in The American Voter entworfenen Modells dar. Insbesondere wurde die Klassifikation von Wahlen um einen vierten Typ erweitert, die als reinstating elections (wiederherstellende Wahlen) bezeichnet wurden und durch eine Rückkehr zu vorher bestehenden politischen Verhältnissen gekennzeichnet sind. Von Angus Campbell selbst stammte in diesem Buch ein Beitrag, den er 1960 in der Fachzeitschrift Public Opinion Quarterly veröffentlicht hatte. In diesem entwarf er eine Erklärung für zwei regelmäßig auftretende Szenarien bei Wahlen in den USA. Dies betraf zum einen das Phänomen, dass nach einer Präsidentschaftswahl die Partei des Präsidenten bei den unmittelbar folgenden Kongresswahlen Sitze verliert, und zum anderen die Beobachtung, dass eine Zunahme der Wahlbeteiligung bei Präsidentschaftswahlen nur bei einer von beiden Parteien zu einem nennenswerten Zugewinn an Wählerstimmen führt.
Als Ursache postulierte er einen von ihm als „Surge and Decline“ bezeichneten Effekt, mit dem er den Wechsel beschrieb zwischen high stimulus elections (Wahlen mit hohem Anreiz), zu denen er die Präsidentschaftswahlen zählte, und low stimulus elections (Wahlen mit geringem Anreiz), zu denen seiner Meinung nach die meisten auf eine Präsidentschaftswahl folgenden Kongresswahlen gehörten. Bei high stimulus elections mit einer hohen Wahlbeteiligung stünde bei der Wahlentscheidung vor allem die Bewertung der Kandidaten und der aktuellen Themen im Vordergrund gegenüber der Parteiidentifikation. Sowohl sogenannte periphere Wähler mit geringerem Wahlinteresse als auch unabhängige Wähler ohne feste Parteiidentifikation würden sich bei einer solchen Wahl überwiegend an kurzfristig wirkenden Faktoren orientieren. Demgegenüber sei bei low stimulus elections insbesondere die langfristige Parteiidentifikation ausschlaggebend für die Wahlentscheidung. Neben dem Ausbleiben der peripheren Wähler und damit einer geringeren Wahlbeteiligung entfällt deshalb meist auch die Wirkung der die vorhergehende high stimulus election entscheidenden kurzfristigen Faktoren. Außerdem würden nach Angus Campbells Ansicht Wähler, die in einer high stimulus election aufgrund der aktuellen Umstände von ihrer Parteibindung abgewichen seien, in einer low stimulus election wieder entsprechend ihrer langfristigen Parteiidentifikation wählen.

### Weitere Forschungsinteressen
Neben der Wahlforschung widmete sich Angus Campbell auch der Untersuchung der Beziehungen zwischen den verschiedenen ethnischen Bevölkerungsgruppen in den USA sowie in späteren Jahren seines Lebens der Analyse der Wahrnehmung von Lebensqualität und Zufriedenheit. In beiden Bereichen veröffentlichte er mehrere Werke, so 1971 die Monografie White Attitudes Toward Black People und fünf Jahre später The Quality of American Life: Perceptions, Evaluations, and Satisfaction. Sein letztes Werk, das auf Befragungen zum Ehe- und Familienleben, zur Arbeitssituation, zu den nachbarschaftlichen Verhältnissen, zum Lebensstandard, zur Gesundheit sowie zu einer Reihe weiterer Themen basierte, erschien 1980 unter dem Titel The Sense of Well-Being in America: Recent Patterns and Trend. Eine seiner Schlussfolgerungen aus diesen Untersuchungen war, dass in den USA eine steigende Zahl an Menschen nicht-wirtschaftlichen Faktoren eine zunehmend wichtige Bedeutung in ihrem Leben beimessen würden. Eine Neuauflage von The Quality of American Life sowie ein begonnenes Werk zur Lebensqualität älterer Menschen blieben aufgrund seines Todes unvollendet.

## Rezeption

### Wissenschaftshistorischer Kontext

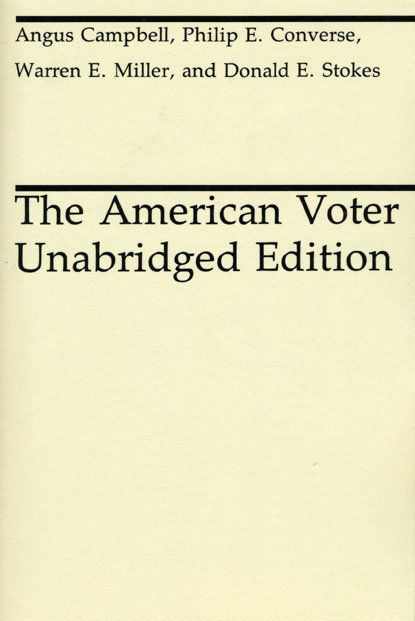
Titelseite des 1960 erstmals erschienenen Hauptwerkes von Angus Campbell

Der methodische und konzeptionelle Ansatz von Angus Campbell in der Wahlforschung stellte eine grundlegende Weiterentwicklung der Methodik der von Paul Felix Lazarsfeld begründeten Denkrichtung der Columbia School dar. Diesem mikrosoziologischen Modell zufolge, das Lazarsfeld auf der Basis von 1940 in Erie County, Ohio durchgeführten Befragungen postuliert hatte, wird das Stimmverhalten eines Wählers vor allem von den sozialen Gruppen beeinflusst, denen er angehört und deren politische Verhaltensnormen seine Wahlentscheidung prägen. Nach Lazarsfeld sind dabei der sozioökonomische Status, die Konfessionszugehörigkeit und die Größe des Wohnortes die entscheidenden Merkmale, die er zu einem „Index der politischen Prädisposition“ zusammenfasste. Seine Untersuchungen, die er 1944 in dem Werk The People’s Choice veröffentlichte, unterlagen dabei jedoch Beschränkungen, die sich aus der Fokussierung auf eine bestimmte lokale Bevölkerungsgruppe in einem einzigen Wahljahr ergaben. Lazarsfeld wurde in der Folgezeit das weitestgehende Versagen der Wahlprognosen bei der US-Präsidentschaftswahl 1948 angelastet, da die beteiligten Umfrageinstitute basierend auf seiner Theorie in der Endphase des Wahlkampfes auf Umfragen verzichtet hatten und somit den wahlentscheidenden Stimmungsumschwung zugunsten von Amtsinhaber Harry S. Truman nicht vorhersagten. In einer 1968 erschienenen Neuauflage von The People’s Choice erkannte Lazarsfeld die von Angus Campbell und seinen Kollegen postulierte Bedeutung der Parteiidentifikation an, betonte jedoch auch den Einfluss der Columbia School auf die von ihnen verwendete Methodik.
Etwa zeitgleich zu Angus Campbells Arbeiten wurde von Anthony Downs mit seinem 1957 erschienenen Werk An Economic Theory of Democracy der Rational-Choice-Ansatz in die Wahlforschung eingeführt, der von einer rationalen Entscheidung des Wählers nach Abwägung von Aufwand und Nutzen zugunsten seiner eigenen Interessen ausgeht. Basierend auf diesem Modell wurde an Angus Campbells Theorie später unter anderem das Fehlen einer Regel kritisiert, mit der sich die Frage beantworten ließe, welche der drei von ihm untersuchten Hauptvariablen im Konfliktfall entscheidend sei. Für dieses Problem präsentierten Angus Campbell und seine Kollegen keine allgemeingültige Lösung. Ebenso wurde Angus Campbells Ansicht, dass die Parteiidentifikation langfristig stabil sei, auf der Basis des Rational-Choice-Ansatzes in Frage gestellt. Ein weiterer Kritikpunkt war, dass sein Ansatz zu sehr von den Besonderheiten des politischen Systems der Vereinigten Staaten wie dem dort bestehenden Zweiparteiensystem geprägt sei. Auch Angus Campbell selbst war der Meinung, dass sein Modell nicht auf andere politische Systeme übertragen werden könne. Später zeigte sich jedoch, dass sich der sozialpsychologische Kern seiner Überlegungen durch länderspezifische Wirtschafts-, Kultur- und Sozialfaktoren ergänzen lässt und dann für eine Vielzahl anderer Länder Gültigkeit besitzt. Die Autoren des Werkes The Changing American Voter vertraten den Standpunkt, dass die Schlussfolgerungen von Angus Campbell und seinen Kollegen spezifisch nur für die den analysierten Daten zugrundeliegenden Wahlen gelten würden und damit auch im Bezug auf Wahlen in den USA nicht allgemeingültig seien.

### Lebenswerk
Angus Campbell trug durch sein Wirken wesentlich dazu bei, die Untersuchung psychologischer Fragestellungen in die vergleichende Politikwissenschaft zu integrieren. Er leistete außerdem wichtige methodische Beiträge zur Meinungsforschung, insbesondere im Bereich der Durchführung und Auswertung von Umfragen, und war mitverantwortlich für die Entwicklung des Institute of Social Research der University of Michigan zu einer der weltweit führenden Institutionen im Bereich der sozialwissenschaftlichen Forschung. Mit den Arbeiten zu seinem sozialpsychologischen Erklärungsmodell des Wählerverhaltens begründete er eine der drei theoretischen Hauptströmungen der Wahlforschung neben der mikrosoziologischen Theorie von Lazarsfeld und dem Rational-Choice-Ansatz von Downs. Durch Wählerbefragungen, die für die Forschung von Angus Campbell von zentraler Bedeutung waren, anstelle der Analyse von Wahlstatistiken gelang es ihm, zuvor bestehende Beschränkungen der Wahlforschung aufzuheben und deren Ausrichtung auf die Mikroebene individueller Motive und Entscheidungen zu verlagern. Dies ermöglichte detailliertere und verlässlichere Wahlanalysen als die Ableitung des Wählerverhaltens aus statistischen Untersuchungen von Wahldaten. Aus seinen Forschungen zum Wahlverhalten entstand später das Center for Political Studies innerhalb des Institute for Social Research an der University of Michigan.
Angus Campbells Buch The American Voter gilt aufgrund seiner weitreichenden Bedeutung als konzeptioneller und methodischer Durchbruch im Bereich der Untersuchung der amerikanischen Politik sowie als Schlüsselwerk der Politikwissenschaft. Sein langanhaltender Einfluss auf die Wahlforschung kommt unter anderem in einer Reihe von Veröffentlichungen anderer Autoren mit ähnlichen Titeln zum Ausdruck. Zu diesen zählen beispielsweise The Changing American Voter (1976), The Unchanging American Voter (1989), The Disappearing American Voter (1992), The New American Voter (1996) sowie The American Voter Revisited (2008). Zusammen mit dem vier Jahre später veröffentlichten Elections and the Political Order bildete The American Voter die Grundlage für die Denkrichtung der Michigan School in der Wahlforschung. Die bis in die Gegenwart vom Survey Research Center regelmäßig im Rahmen der American National Election Studies durchgeführten Untersuchungen zu amerikanischen Präsidentschafts- und Kongresswahlen wurden hinsichtlich ihrer Methodik weltweit zum Modell für Studien zur Analyse von politischen Wahlen. Insbesondere in den 1960er und 1970er Jahren entwickelte sich die Ann Arbor Summer School, in der Angus Campbell und seine Kollegen die theoretischen Grundlagen ihres Modells sowie die darauf aufbauende Methodik der Datenerhebung und -auswertung lehrten, zum „Mekka der politischen Verhaltensforschung“ für Wahlforscher aus anderen Ländern.

### Auszeichnungen
Angus Campbell erhielt für sein Wirken unter anderem 1962 den Distinguished Achievement Award der Amerikanischen Vereinigung für Meinungsforschung, 1969 den Distinguished Faculty Achievement Award der University of Michigan, 1974 den Distinguished Scientific Contribution Award der American Psychological Association, 1977 den Lazarsfeld Award des Council for Applied Social Research und 1980 den Laswell Award der Internationalen Gesellschaft für politische Psychologie. Die University of Strathclyde verlieh ihm 1970 einen Ehrendoktortitel. Darüber hinaus wurde er 1961 in die American Academy of Arts and Sciences und 1980 in die National Academy of Sciences aufgenommen. Das Survey Research Center vergibt zur Erinnerung an Angus Campbell ein nach ihm benanntes Stipendium.

## Schriften (Auswahl)
- The People Elect a President. Ann Arbor 1952
- The Voter Decides. Evanston 1954
- The American Voter. New York 1960
- Elections and the Political Order. New York 1966
- White Attitudes Toward Black People. Ann Arbor 1971
- The Human Meaning of Social Change. New York 1972
- The Quality of American Life: Perceptions, Evaluations, and Satisfaction. New York 1976
- The Sense of Well-Being in America: Recent Patterns and Trends. New York 1980